# Church of Love
Chuch of Love er en dansk valgmenighed under Folkekirken i Vissenbjerg på Fyn, som ledes af Pastor Massoud Fouroozandeh. Kirken består primært af iranske konvertitter og afholder gudstjenester på farsi. Kirken har været meget omtalt i medierne pga. dens aktive missionsarbejde indenfor muslimskekredse og pga. Massoud Fouroozandeh personlige beretning i bogen ”Den forbudte frelse” om et liv som rettroende muslim og til kristen i Danmark.
Kirken afholder gudstjenester i Århus, Odense og København.

## Links
- Church of Loves hjemmeside

|  | Denne artikel om en bygning eller et bygningsværk kan blive bedre, hvis der indsættes et (bedre) billede. Du kan hjælpe ved at afsøge Wikimedia Commons for et passende billede eller lægge et op på Wikimedia Commons med en af de tilladte licenser og indsætte det i artiklen. |

55°23′5.28″N 10°8′13.81″Ø / 55.3848000°N 10.1371694°Ø